# Buzet-sur-Tarn
Buzet-sur-Tarn (em occitano:  Buset) é uma comuna francesa na região administrativa da Occitânia, no departamento do Alto Garona. Estende-se por uma área de 30.19 km², com 2.819 habitantes, segundo o censo de 2018, com uma densidade de 93 hab/km².